# خير أباد (كوهستان)
خير أباد (بالفارسية: خیرآباد) هي قرية تقع في إيران في Kuhestan Rural District. يقدر عدد سكانها بـ 46 نسمة .